# ستاد مبارزه با مواد مخدر
ستاد مبارزه با مواد مخدر ایران تشکیلاتی است که ریاست آن برعهده رئیس‌جمهور می‌باشد. این ستاد برای برنامه‌ریزی، نظارت، هماهنگی و پیگیری مسائل مرتبط با مقابله با عرضه مواد مخدر، پیشگیری از اعتیاد به مواد مخدر و درمان آن از سال ۱۳۶۷ خورشیدی، با مصوبه مجمع تشخیص مصلحت نظام راه‌اندازی شد.
این ستاد دارای دبیرخانه، دبیرکل و تعدادی اداره‌کل و دفاتر تخصصی است تا نسبت به پیگیری مصوبات، تشکیل جلسات و کارشناسی امور مرتبط با مواد مخدر و روانگردان‌ها اقدام نماید. اولین رئیس ستاد مبارزه با مواد مخدر صادق خلخالی حاکم شرع دادگاه مواد مخدر بود.
دبیرکل ستاد مبارزه با مواد مخدر، در اوایل دهه هشتاد، همتراز معاون رئیس‌جمهور محسوب می‌شد.
این ستاد مسئول طراحی و اجرای برنامه‌های پیشگیرانه برای کاهش مصرف مواد مخدر، تقویت مبارزه با قاچاق، توانمندسازی معتادان و ایجاد مراکز درمانی و همچنین فرهنگ‌سازی در جامعه است. به‌علاوه، ستاد تلاش دارد تا با تقویت همکاری‌های بین‌المللی با کشورهای دیگر و نهادهای جهانی در زمینه مبارزه با قاچاق مواد مخدر، هماهنگی‌های بیشتری ایجاد کند.

## دبیران‌کل ستاد مبارزه با مواد مخدر
دبیران‌کل ستاد از سال ۱۳۶۷ تاکنون:
| رج | نام و نام خانوادگی   | شروع            | پایان           | دوره                                     |
| -- | -------------------- | --------------- | --------------- | ---------------------------------------- |
| ۱  | مختار کلانتری        | ۱۳۶۷            | ۱۳۶۹            | میر حسین موسویاکبر هاشمی رفسنجانی        |
| ۲  | رضا سیف‌اللهی         | ۱۳۶۹            | ۲۶ دی ۱۳۷۳      | اکبر هاشمی رفسنجانی                      |
| ۳  | محمد فلاح            | ۲۶ دی ۱۳۷۳      | ۱۶ تیر ۱۳۸۱     | اکبر هاشمی رفسنجانی                      |
| ۴  | علی هاشمی            | ۱۶ تیر ۱۳۸۱     | ۲۲ شهریور ۱۳۸۴  | سید محمد خاتمی                           |
| ۵  | فداحسین مالکی        | ۲۲ شهریور ۱۳۸۴  | ۱۶ فروردین ۱۳۸۶ | محمود احمدی‌نژاد                          |
| ۶  | اسماعیل احمدی مقدم   | ۱۶ فروردین ۱۳۸۶ | ۲۵ مرداد ۱۳۸۹   | محمود احمدی‌نژاد                          |
| ۷  | مصطفی محمدنجار       | ۲۵ مرداد ۱۳۸۹   | ۲ شهریور ۱۳۹۲   | محمود احمدی‌نژاد                          |
| ۸  | عبدالرضا رحمانی فضلی | ۲ شهریور ۱۳۹۲   | ۲۴ مهر ۱۳۹۷     | حسن روحانی                               |
| ۹  | اسکندر مؤمنی         | ۲۴ مهر ۱۳۹۷     | ۳ بهمن ۱۴۰۳     | حسن روحانیسید ابراهیم رئیسیمسعود پزشکیان |
| ۱۰ | حسین ذوالفقاری       | ۳ بهمن ۱۴۰۳     | تاکنون          | مسعود پزشکیان                            |

## اعضاء
بر اساس ماده ۳۳ اصلاحیه قانون مبارزه با مواد مخدر مصوب ۱۷ آبان ۱۳۷۶، اعضای اصلی ستاد مبارزه با مواد مخدر به شرح زیر است:
- رئیس‌جمهور (رئیس ستاد)
- دبیرکل ستاد
- وزیر کشور
- دادستان کل کشور
- وزیر اطلاعات
- وزیر بهداشت، درمان و آموزش پزشکی
- وزیر آموزش و پرورش
- وزیر فرهنگ و ارشاد اسلامی
- رئیس سازمان صدا و سیما
- فرمانده کل انتظامی جمهوری اسلامی ایران
- رئیس دادگاه انقلاب اسلامی تهران
- رئیس سازمان زندان‌ها و اقدامات تأمینی و تربیتی کشور
- رئیس سازمان بسیج مستضعفین